# Маєр'є
Маєр'є (хорв. Majerje) — населений пункт у Хорватії, у Вараждинській жупанії у складі громади Петріянець.

## Населення
Населення за даними перепису 2011 року становило 757 осіб.
Динаміка чисельності населення поселення:

## Клімат
Середня річна температура становить 10,06 °C, середня максимальна – 24,48 °C, а середня мінімальна – -6,67 °C. Середня річна кількість опадів – 890 мм.
| Клімат поселення                              | Клімат поселення | Клімат поселення | Клімат поселення | Клімат поселення | Клімат поселення | Клімат поселення | Клімат поселення | Клімат поселення | Клімат поселення | Клімат поселення | Клімат поселення | Клімат поселення | Клімат поселення |
| Показник                                      | Січ.             | Лют.             | Бер.             | Квіт.            | Трав.            | Черв.            | Лип.             | Серп.            | Вер.             | Жовт.            | Лист.            | Груд.            |                  |
| Середній максимум, °C                         | 5,31             | 7,31             | 11,86            | 16,25            | 21,48            | 24,48            | 23,80            | 23,20            | 19,22            | 14,11            | 8,40             | 4,53             |                  |
| Середня температура, °C                       | −0,68            | 1,33             | 5,90             | 10,28            | 15,51            | 18,49            | 19,90            | 19,31            | 15,30            | 10,20            | 4,52             | 0,63             |                  |
| Середній мінімум, °C                          | −6,67            | −4,65            | −0,11            | 4,29             | 9,52             | 12,52            | 16,00            | 15,42            | 11,42            | 6,31             | 0,63             | −3,27            |                  |
| Норма опадів, мм                              | 42               | 45               | 59               | 70               | 77               | 102              | 94               | 93               | 84               | 83               | 81               | 60               |                  |
| Середньомісячна швидкість вітру, м/с          | 1.81             | 2.10             | 2.44             | 2.50             | 2.30             | 2.10             | 2.00             | 1.80             | 1.80             | 1.80             | 1.90             | 1.90             |                  |
| Середньомісячна сонячна радіація, кДж/м²·день | 4017             | 6770             | 10547            | 14860            | 18882            | 20767            | 21354            | 18552            | 13795            | 8581             | 4484             | 3219             |                  |
| --------------------------------------------- | ---------------- | ---------------- | ---------------- | ---------------- | ---------------- | ---------------- | ---------------- | ---------------- | ---------------- | ---------------- | ---------------- | ---------------- | ---------------- |
| Джерело:                                      |                  |                  |                  |                  |                  |                  |                  |                  |                  |                  |                  |                  |                  |